# アチチッチ
「アチチッチ -fire version-」は、1992年10月21日にリリースされた高橋由美子の8枚目のシングルである。

## 解説
アルバム『Paradise』に収録されていた楽曲を歌詞の一部変更・リアレンジを施してシングル化。メガCD用ゲームソフト『ゆみみみっくす』オープニング・テーマ。

## 収録曲
- 全曲編曲：岩本正樹

1. アチチッチ -fire version-
  - 作詞：秋元康 / 作曲：本島一弥
2. こんなにそばに居る
  - 作詞作曲：立川俊之
3. アチチッチ -fire version-（オリジナル・カラオケ）
4. こんなにそばに居る（オリジナル・カラオケ）